# Platycarpum maguirei
Platycarpum maguirei är en måreväxtart som beskrevs av Julian Alfred Steyermark. Platycarpum maguirei ingår i släktet Platycarpum och familjen måreväxter. Inga underarter finns listade i Catalogue of Life.